# Guaraçaí
Guaraçaí (Chamaecrista apoucouita) é uma árvore da família das leguminosas, subfamília cesalpinioídea, nativa das Guianas e do Brasil. Possui casca escura, quase preta, e madeira pardo-escura, muito fibrosa e dura. Também é conhecida pelos nomes de braúna, coração-de-negro, maria-preta, membi, mimi, mimô e mubu.